# Thomas Garth, Jr.
Thomas Garth, Jr. (11 de agosto de 1800—1875) foi o suposto filho ilegítimo da Princesa Sofia do Reino Unido e do General-major Thomas Garth.

## Biografia
Thomas nasceu em Weymouth, Dorset,  filho ilegítimo da Princesa Sofia do Reino Unido e do General-major Thomas Garth e neto do rei Jorge III do Reino Unido e da princesa Carlota de Mecklemburgo-Strelitz.

### Suposta existência
Durante a vida de Sofia, surgiram vários rumores sobre a sua suposta relação incestuosa com o seu irmão, o príncipe Ernesto Augusto, que se tornaria mais tarde rei de Hanôver. O príncipe-regente terá avisado a sua irmã para não ficar no quarto sozinha com o irmão, e Ernesto era profundamente impopular junto do povo britânico. Não se sabe se estes rumores tinham algum fundamento ou se foram inventados pelos inimigos políticos de Ernesto Augusto.
Afastadas do convívio com homens do seu estatuto social, Sofia e várias das suas irmãs acabaram por se envolver com cortesãos e escudeiros. Sofia teve uma relação com o escudeiro-chefe do seu pai, o general-major Thomas Garth, um homem trinta-e-três anos mais velho do que ela. Thomas tinha um grande sinal de nascimento roxo no rosto, o que levou a a irmã de Sofia, Maria, se referisse a ele como "a luz roxa do amor" e o cortesão e diarista Charles Greville chamou-o de "um velho diabo horrendo". Apesar disso, uma dama-de-companhia reparou que "a princesa estava tão profundamente apaixonada com ele que todos conseguiam perceber. Não se conseguia conter na sua presença." Greville escreveu sobre os casos amorosos de Sofia e das suas irmãs numa entrada do seu diário: "as mulheres apaixonam-se por tudo - e a oportunidade e casualidade das paixões são mais importantes do que qualquer mérito da mente ou do corpo (...) [As princesas] foram escondidas do mundo, conviveram com pouca gente. As suas paixões estavam fervorosas e estavam prontas para cair nas mãos do primeiro homem cujas circunstâncias permitisse conquistá-las."
Não demoraram a aparecer rumores sobre a existência de um filho ilegítimo. Alguns historiadores especulam que, algum tempo antes de Agosto de 1800, Sofia deu à luz uma criança de Thomas Garth em Weymouth. Flora Fraser acredita nos rumores de que Sofia teve um filho, mas questiona se o pai da criança seria Garth ou o irmão de Sofia, o Duque de Cumberland. Alguns historiadores escrevem ainda que a criança, baptizada de Thomas Garth, como o pai, foi criada pelo pai em Weymouth, onde a mãe o visitava ocasionalmente. Em 1828, este filho terá tentado chantagear a família real com alguns documentos comprometedores do seu pai que falavam da sua relação com a princesa Sofia, apesar de, no final, a sua tentativa ter falhado.
Anthony Camp desafia de forma controversa a crença de que Sofia terá tido um filho e oferece um resumo detalhado das provas existentes. No seu livro Royal Babylon: the Alarming History of European Royalty, Karl Shaw expõe a possibilidade de que o duque de Cumberland terá violado a sua irmã, citando provas existentes no diário de Charles Greville, assim como outros factores. A historiadora Gillian Gill acredita que Sofia deu à luz a criança em segredo e que foi essa a razão pela qual nunca se casou. Contudo, Alison Weir e outros falam de um possível casamento entre Sofia e Garth que se terá realizado no mesmo ano em que a criança nasceu, mas não existem provas para tal afirmação a não ser um anel de noivado que Sofia parece usar num retrato já na sua velhice.

## Casamento
Em 1835, Thomas casou com Georgiana Caroline Dashwood (16 de março de 1796-28 de junho de 1835), filha de Sir Henry Watkin Dashwood, 3.º Bt. e Mary Helen Graham. Eles tiveram uma filha ilegítima: Georgiana Garth.

## Viuvez e morte
Sua esposa Georgiana Caroline Dashwood morreu em 28 de junho de 1835 aos 39 anos.
Thomas morreu em 1875 aos 75 anos.